# Michelangelo Ricci
Michelangelo Ricci (ur. 30 stycznia 1619 w Rzymie, zm. 12 maja 1682 tamże) – włoski kardynał.

## Życiorys
Urodził się 30 stycznia 1619 roku w Rzymie. W młodości został członkiem inkwizycji rzymskiej. 1 września 1681 roku został kreowany kardynałem diakonem, jednak początkowo odmówił przyjęcia godności. Po namowach papieża postanowił ją przyjąć i otrzymał diakonię Santa Maria in Aquiro. Wraz z kardynałami Raimondo Capizucchim i Lorenzo Brancatim został członkiem komisji mającej ocenić działalność Miguela de Molinosa. Zmarł 12 maja 1682 roku w Rzymie.